# Middle Mouse
Middle Mouse är en ö i Storbritannien.   Den ligger i kommunen Isle of Anglesey och riksdelen Wales, i den sydvästra delen av landet, 400 km nordväst om huvudstaden London.